# Llista de topònims del Pont d'Armentera
Llista de topònims (noms propis de lloc) del municipi del Pont d'Armentera, a l'Alt Camp
Informació actualitzada per un bot. Els canvis manuals es perdran quan s'actualitzi!

## casa
| imatge | Nom              | Ubicat a            | instància de | Detalls                             | coordenades                                                                             | Protecció                   | Commons (més fotos)                    | Dades a WD                    |
| ------ | ---------------- | ------------------- | ------------ | ----------------------------------- | --------------------------------------------------------------------------------------- | --------------------------- | -------------------------------------- | ----------------------------- |
|        | Molí de Morgades | el Pont d'Armentera | casa         | Estil: arquitectura popular         | 41° 22′ 58″ N, 1° 21′ 52″ E / 41.382895°N,1.36448°E                                     | bé cultural d'interès local | Molí de Morgades (el Pont d'Armentera) | Modifica les dades a Wikidata |
|        | cal Silé         | el Pont d'Armentera | casa         | Estil: arquitectura modernista 1914 | 41° 22′ 59″ N, 1° 21′ 49″ E / 41.382996°N,1.363524°E ca:C. del Doctor Bedós, 3 343 msnm | bé cultural d'interès local | Cal Silé (el Pont d'Armentera)         | Modifica les dades a Wikidata |

## edifici
| imatge | Nom                                         | Ubicat a            | instància de | Detalls                                  | coordenades                                                               | Protecció                                  | Commons (més fotos)                  | Dades a WD                    |
| ------ | ------------------------------------------- | ------------------- | ------------ | ---------------------------------------- | ------------------------------------------------------------------------- | ------------------------------------------ | ------------------------------------ | ----------------------------- |
|        | Casa Creus                                  | el Pont d'Armentera | edifici      |                                          | 41° 22′ 55″ N, 1° 21′ 48″ E / 41.38194°N,1.36344°E                        | bé cultural d'interès local                |                                      | Modifica les dades a Wikidata |
|        | Conjunt del nucli urbà del Pont d'Armentera | el Pont d'Armentera | edifici      | Estil: arquitectura popular              | 41° 22′ 59″ N, 1° 21′ 46″ E / 41.383°N,1.36284°E                          | bé cultural d'interès local                | Nucli urbà del Pont d'Armentera      | Modifica les dades a Wikidata |
|        | Molí del Patró                              | el Pont d'Armentera | edifici      | Estil: arquitectura popular              | 41° 22′ 57″ N, 1° 21′ 49″ E / 41.382548°N,1.363724°E                      | bé integrant del patrimoni cultural català | Molí del Patró (el Pont d'Armentera) | Modifica les dades a Wikidata |
|        | Portal Clos                                 | el Pont d'Armentera | edifici      | Estil: arquitectura gòtica               | 41° 22′ 59″ N, 1° 21′ 50″ E / 41.383012°N,1.363913°E ca:Carrer Vila Closa | bé cultural d'interès local                | Portal Clos del Pont d'Armentera     | Modifica les dades a Wikidata |
|        | Rentadors vells                             | el Pont d'Armentera | edifici      | Estil: arquitectura popular 19th century | 41° 22′ 58″ N, 1° 21′ 50″ E / 41.382795°N,1.364027°E ca:C. Raval Vell     | bé cultural d'interès local                | Rentadors vells del Pont d'Armentera | Modifica les dades a Wikidata |

## església
| imatge | Nom                                  | Ubicat a            | instància de     | Detalls                                          | coordenades                                                                                         | Protecció                   | Commons (més fotos)                  | Dades a WD                    |
| ------ | ------------------------------------ | ------------------- | ---------------- | ------------------------------------------------ | --------------------------------------------------------------------------------------------------- | --------------------------- | ------------------------------------ | ----------------------------- |
|        | Sant Joan de cal Cagall              | el Pont d'Armentera | església capella |                                                  | 41° 23′ 46″ N, 1° 21′ 16″ E / 41.3961196824187°N,1.35450765652318°E ca:Masia de cal Cagall 472 msnm |                             | Sant Joan de cal Cagall              | Modifica les dades a Wikidata |
|        | Sant Llorenç de Selmella             | el Pont d'Armentera | església         | Estil: arquitectura romànica arquitectura gòtica | 41° 25′ 16″ N, 1° 20′ 19″ E / 41.42111111°N,1.33861111°E 805 msnm                                   | bé cultural d'interès local | Sant Llorenç de Selmella             | Modifica les dades a Wikidata |
|        | Santa Magdalena del Pont d'Armentera | el Pont d'Armentera | església         |                                                  | 41° 23′ 02″ N, 1° 21′ 45″ E / 41.38375°N,1.362553°E                                                 | bé cultural d'interès local | Santa Magdalena del Pont d'Armentera | Modifica les dades a Wikidata |

## masia
| imatge | Nom                    | Ubicat a            | instància de | Detalls                     | coordenades | Protecció                   | Commons (més fotos) | Dades a WD                    |
| ------ | ---------------------- | ------------------- | ------------ | --------------------------- | --- | --------------------------- | ------------------- | ----------------------------- |
|        | Cal Batllet            | el Pont d'Armentera | masia        |                             | 41° 25′ 06″ N, 1° 21′ 00″ E / 41.418221720916°N,1.3499659424607°E                                                   |                             |                     | Modifica les dades a Wikidata |
|        | Cal Bella              | el Pont d'Armentera | masia        |                             | 41° 24′ 54″ N, 1° 18′ 58″ E / 41.4149996684173°N,1.31599403162244°E                                                 |                             |                     | Modifica les dades a Wikidata |
|        | Cal Bosc               | el Pont d'Armentera | masia        |                             | 41° 23′ 26″ N, 1° 22′ 33″ E / 41.390667262229°N,1.3757802259163°E                                                   |                             |                     | Modifica les dades a Wikidata |
|        | Cal Cagall             | el Pont d'Armentera | masia        | Estil: arquitectura popular | 41° 23′ 47″ N, 1° 21′ 16″ E / 41.3963°N,1.35458°E ca:Al nord-oest del nucli urbà, per la carretera TV-2141 472 msnm | bé cultural d'interès local | Cal Cagall          | Modifica les dades a Wikidata |
|        | Cal Cases              | el Pont d'Armentera | masia        |                             | 41° 25′ 08″ N, 1° 19′ 38″ E / 41.418793825054°N,1.3272166273343°E                                                   |                             |                     | Modifica les dades a Wikidata |
|        | Cal Figueres           | el Pont d'Armentera | masia        |                             | 41° 24′ 42″ N, 1° 20′ 00″ E / 41.411677702694°N,1.3333814376712°E                                                   |                             |                     | Modifica les dades a Wikidata |
|        | Cal Guixó              | el Pont d'Armentera | masia        |                             | 41° 24′ 48″ N, 1° 18′ 44″ E / 41.4133606791245°N,1.31232728581265°E                                                 |                             |                     | Modifica les dades a Wikidata |
|        | Cal Palatí             | el Pont d'Armentera | masia        |                             | 41° 24′ 54″ N, 1° 19′ 17″ E / 41.41510524305°N,1.3213287875322°E                                                    |                             |                     | Modifica les dades a Wikidata |
|        | Cal Tous               | el Pont d'Armentera | masia        |                             | 41° 24′ 52″ N, 1° 20′ 39″ E / 41.414534280341°N,1.3440768274399°E                                                   |                             |                     | Modifica les dades a Wikidata |
|        | Mas Rupit              | el Pont d'Armentera | masia        |                             | 41° 23′ 28″ N, 1° 21′ 07″ E / 41.391227533062°N,1.3518449594265°E                                                   |                             |                     | Modifica les dades a Wikidata |
|        | Mas de la Mel          | el Pont d'Armentera | masia        |                             | 41° 24′ 01″ N, 1° 20′ 14″ E / 41.4002031048038°N,1.33719072689551°E                                                 |                             |                     | Modifica les dades a Wikidata |
|        | Masia del Flare        | el Pont d'Armentera | masia        |                             | 41° 23′ 26″ N, 1° 22′ 16″ E / 41.390599637689°N,1.3709976892397°E                                                   |                             |                     | Modifica les dades a Wikidata |
|        | el Masnou              | el Pont d'Armentera | masia        |                             | 41° 24′ 54″ N, 1° 19′ 40″ E / 41.4150811603889°N,1.32775364071872°E                                                 |                             |                     | Modifica les dades a Wikidata |
|        | el Prat                | el Pont d'Armentera | masia        |                             | 41° 23′ 33″ N, 1° 22′ 46″ E / 41.3924389618857°N,1.37947938143455°E                                                 |                             |                     | Modifica les dades a Wikidata |
|        | la Caseta              | el Pont d'Armentera | masia        |                             | 41° 24′ 26″ N, 1° 20′ 09″ E / 41.407210485138°N,1.3358883474746°E                                                   |                             |                     | Modifica les dades a Wikidata |
|        | la Masieta             | el Pont d'Armentera | masia        |                             | 41° 24′ 02″ N, 1° 20′ 30″ E / 41.4006918792814°N,1.34172401195554°E                                                 |                             |                     | Modifica les dades a Wikidata |
|        | la Pallissa del Perers | el Pont d'Armentera | masia        |                             | 41° 24′ 19″ N, 1° 21′ 04″ E / 41.4053573063588°N,1.35110427135417°E                                                 |                             |                     | Modifica les dades a Wikidata |
|        | les Colines            | el Pont d'Armentera | masia        |                             | 41° 23′ 09″ N, 1° 21′ 16″ E / 41.3857055266346°N,1.35437563646618°E                                                 |                             |                     | Modifica les dades a Wikidata |
|        | les Pinedes            | el Pont d'Armentera | masia        |                             | 41° 24′ 39″ N, 1° 20′ 49″ E / 41.4108375163085°N,1.34698153703085°E                                                 |                             |                     | Modifica les dades a Wikidata |

## muntanya
| imatge | Nom                     | Ubicat a                           | instància de | Detalls | coordenades                                                            | Protecció | Commons (més fotos)              | Dades a WD                    |
| ------ | ----------------------- | ---------------------------------- | ------------ | ------- | ---------------------------------------------------------------------- | --------- | -------------------------------- | ----------------------------- |
|        | Penys del Clot del Capó | el Pont d'Armentera                | muntanya     |         | 41° 24′ 33″ N, 1° 19′ 41″ E / 41.4092°N,1.32797°E 631.5 msnm           |           |                                  | Modifica les dades a Wikidata |
|        | Puig de Comaverd        | el Pont d'Armentera Pontils        | muntanya     |         | 41° 26′ 54″ N, 1° 19′ 16″ E / 41.4483°N,1.3211°E 902.1 msnm            |           |                                  | Modifica les dades a Wikidata |
|        | Roca Vidala             | el Pont d'Armentera                | muntanya     |         | 41° 24′ 26″ N, 1° 19′ 38″ E / 41.4072°N,1.32709°E 558.4 msnm           |           |                                  | Modifica les dades a Wikidata |
|        | el Cogulló              | el Pont d'Armentera                | muntanya     |         | 41° 25′ 45″ N, 1° 18′ 21″ E / 41.4290355033°N,1.30575794888°E 881 msnm |           | El Cogulló (el Pont d'Armentera) | Modifica les dades a Wikidata |
|        | les Agulles             | el Pont d'Armentera Pontils Querol | muntanya     |         | 41° 25′ 41″ N, 1° 21′ 06″ E / 41.4281°N,1.3517°E 828.9 msnm            |           |                                  | Modifica les dades a Wikidata |

## pont
| imatge | Nom                       | Ubicat a            | instància de | Detalls                                    | coordenades                                                        | Protecció                                  | Commons (més fotos)       | Dades a WD                    |
| ------ | ------------------------- | ------------------- | ------------ | ------------------------------------------ | ------------------------------------------------------------------ | ------------------------------------------ | ------------------------- | ----------------------------- |
|        | Pont de les Canyes        | el Pont d'Armentera | pont         |                                            | 41° 23′ 30″ N, 1° 22′ 07″ E / 41.391528501914°N,1.36859371365561°E |                                            |                           | Modifica les dades a Wikidata |
|        | Pont del Pont d'Armentera | el Pont d'Armentera | pont         | Estil: arquitectura popular Hi passa: C-37 | 41° 23′ 10″ N, 1° 21′ 38″ E / 41.385986°N,1.360663°E               | bé integrant del patrimoni cultural català | Pont del Pont d'Armentera | Modifica les dades a Wikidata |

## serra
| imatge | Nom               | Ubicat a                           | instància de | Detalls | coordenades                                                       | Protecció | Commons (més fotos) | Dades a WD                    |
| ------ | ----------------- | ---------------------------------- | ------------ | ------- | ----------------------------------------------------------------- | --------- | ------------------- | ----------------------------- |
|        | Serra Morena      | el Pont d'Armentera Pontils        | serra        |         | 41° 25′ 59″ N, 1° 20′ 30″ E / 41.433°N,1.34162°E 925.5 msnm       |           |                     | Modifica les dades a Wikidata |
|        | Serra Voltorera   | Cabra del Camp el Pont d'Armentera | serra        |         | 41° 24′ 03″ N, 1° 18′ 06″ E / 41.40072694°N,1.30154528°E 822 msnm |           | Serra Voltorera     | Modifica les dades a Wikidata |
|        | Serra de Comaverd | el Pont d'Armentera Pontils Sarral | serra        |         | 41° 26′ 28″ N, 1° 18′ 53″ E / 41.44118056°N,1.31478611°E 881 msnm |           |                     | Modifica les dades a Wikidata |

## Misc
| imatge | Nom                                    | Ubicat a                             | instància de                                           | Detalls                                                 | coordenades                                                                                              | Protecció                                            | Commons (més fotos)              | Dades a WD                    |
| ------ | -------------------------------------- | ------------------------------------ | ------------------------------------------------------ | ------------------------------------------------------- | --- | ---------------------------------------------------- | -------------------------------- | ----------------------------- |
|        | El Molinet                             | el Pont d'Armentera                  | molí d'aigua                                           | Estil: arquitectura popular                             | 41° 23′ 07″ N, 1° 21′ 59″ E / 41.38526°N,1.366481°E                                                      | bé cultural d'interès local                          | El Molinet (el Pont d'Armentera) | Modifica les dades a Wikidata |
|        | Pont de les Femades                    | el Pont d'Armentera                  | aqüeducte romà pont                                    | Estil: arquitectura popular                             | 41° 23′ 13″ N, 1° 21′ 34″ E / 41.38683°N,1.35941°E                                                       | bé integrant del patrimoni cultural català           | Pont de les Femades              | Modifica les dades a Wikidata |
|        | Selmella                               | el Pont d'Armentera                  | despoblat                                              |                                                         | 41° 25′ 16″ N, 1° 20′ 16″ E / 41.4212°N,1.33785°E                                                        |                                                      | Selmella                         | Modifica les dades a Wikidata |
|        | casa consistorial del Pont d'Armentera | el Pont d'Armentera                  | casa consistorial                                      |                                                         | 41° 23′ 02″ N, 1° 21′ 46″ E / 41.3837831°N,1.362874°E                                                    |                                                      |                                  | Modifica les dades a Wikidata |
|        | castell de Selmella                    | el Pont d'Armentera                  | castell                                                | Estil: arquitectura romànica                            | 41° 25′ 16″ N, 1° 20′ 16″ E / 41.421°N,1.33774°E ca:Selmella 831 msnm                                    | bé d'interès cultural bé cultural d'interès nacional | Castell de Selmella              | Modifica les dades a Wikidata |
|        | el Pont d'Armentera                    | el Pont d'Armentera                  | entitat singular de població capital municipal         | 498 hab                                                 | 41° 23′ 02″ N, 1° 21′ 45″ E / 41.38375°N,1.362548°E 350 msnm                                             |                                                      |                                  | Modifica les dades a Wikidata |
|        | la Planeta                             | el Pont d'Armentera                  | nucli d'entitat singular de població nucli de població | 54 hab                                                  | 41° 22′ 50″ N, 1° 21′ 48″ E / 41.38057683°N,1.3632929°E 342 msnm                                         |                                                      |                                  | Modifica les dades a Wikidata |
|        | riu Gaià                               | Conca de Barberà Alt Camp Tarragonès | curs d'aigua                                           | Desemboca: mar Mediterrània Llarg: 59km Conca: 423.8km² | 41° 31′ 55″ N, 1° 23′ 15″ E / 41.531903°N,1.38742°E 41° 07′ 53″ N, 1° 22′ 03″ E / 41.131362°N,1.367462°E |                                                      | Gaià River                       | Modifica les dades a Wikidata |